# Afrodontomyia titan
Afrodontomyia titan är en tvåvingeart som beskrevs av James 1952. Afrodontomyia titan ingår i släktet Afrodontomyia och familjen vapenflugor.
Artens utbredningsområde är Kenya. Inga underarter finns listade i Catalogue of Life.